# Горенє Брдо
Горенє Брдо (словен. Gorenje Brdo) — поселення в общині Гореня вас-Поляне, Горенський регіон, Словенія. Висота над рівнем моря: 696,8 м.